# M 85 (1918)
M 85 – niemiecki trałowiec typu Minensuchboot 1916 o wyporności 553 ton, zwodowany w 1918 roku i zatopiony w 1939 roku

## Historia
Okręt zatonął 1 października 1939 roku (II wojna światowa) w Morzu Bałtyckim, na północ od Jastarni, poderwany na polskiej minie SM-5 postawionej przez okręt podwodny ORP „Żbik” typu Wilk. M-85 wchodził w skład 7. Flotylli Poławiaczy Min. W rejsie, w którym zatonął okrętem dowodził Lt.z.S Ulrich. W wyniku eksplozji zginęły 24 osoby z 51 osób załogi w tym rejsie. Pozostali członkowie załogi zostali podjęci przez trałowiec M-122 oraz R-Booty.
M 85 był jedyną jednostką Kriegsmarine zatopioną podczas kampanii wrześniowej w wyniku działań polskiej Marynarki Wojennej.
We wrześniu 2013 roku wrak trałowca został zlokalizowany przez okręt hydrograficzny ORP „Arctowski”.